# AOK Niedersachsen

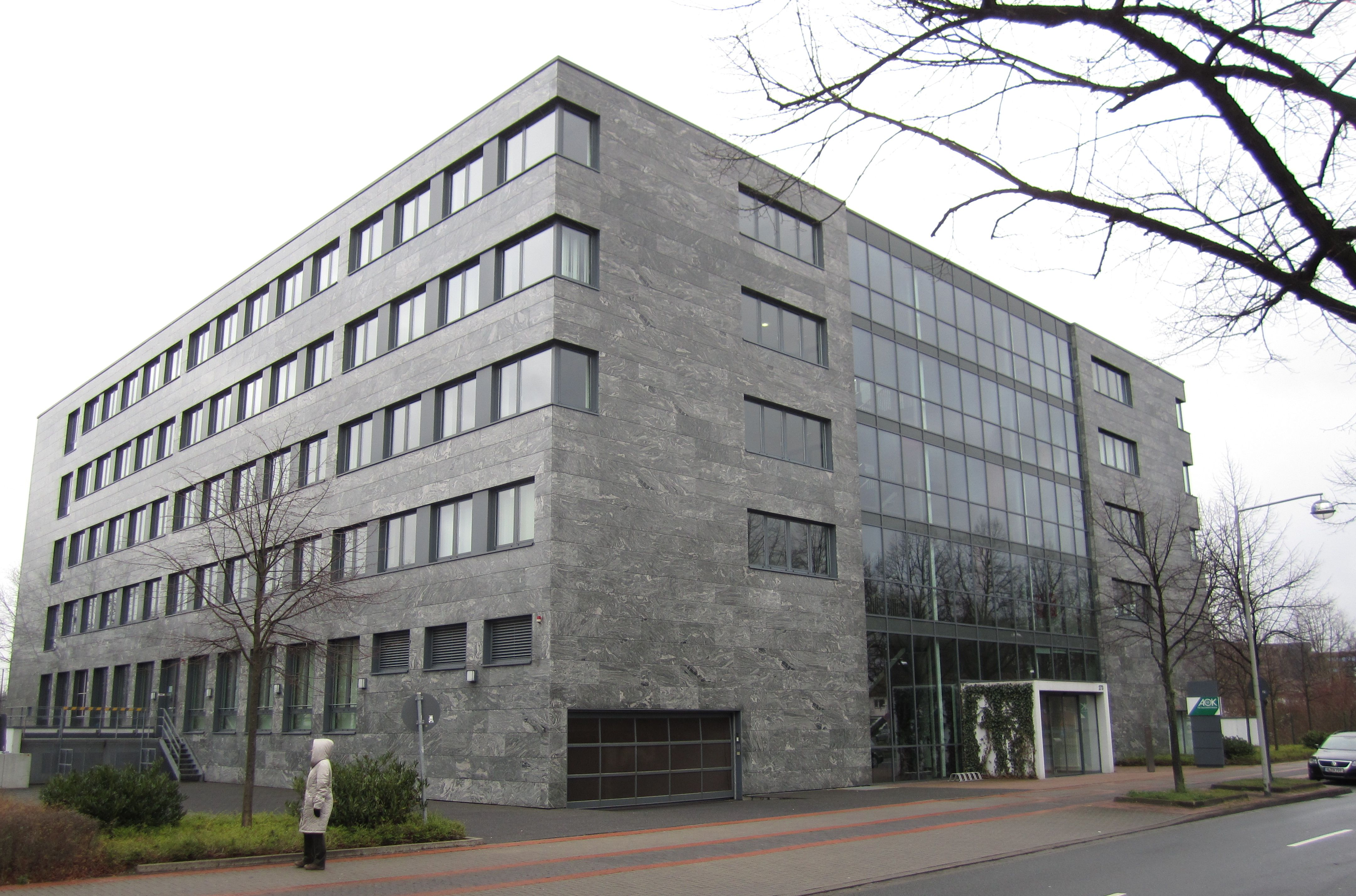
Direktion der AOK Niedersachsen in Hannover

Als AOK – Die Gesundheitskasse für Niedersachsen (AOK Niedersachsen) bezeichnet sich die Allgemeine Ortskrankenkasse für das Land Niedersachsen. Sie ist eine Krankenkasse und Pflegekasse. Ihr Hauptsitz ist in Hannover.

## Geschichte
Die Ortskrankenkassen wurden im Jahr 1884 unmittelbar nach der Einführung der gesetzlichen Krankenversicherung im Jahr 1883 durch den Reichskanzler Otto von Bismarck gegründet.
Hauptsitz der Krankenkasse ist seit 2003 das Direktionsgebäude an der Hildesheimer Straße in Hannover-Döhren. Anfang 2009 bezog die größte niedersächsische Regionaleinheit der AOK einen Neubau an der Hans-Böckler-Allee im hannoverschen Stadtteil Bult.
2008 ist sie Gründungsmitglied der ÜdaV (Überwachung der abrechnenden Vertragspartner) als Organisation zusammen mit mehreren Betriebs- und Innungskassen, die Knappschaft und die Landwirtschaftliche Krankenkasse gegen Abrechnungsbetrug.
Zum 1. April 2010 vereinigten sich die Innungskrankenkasse Niedersachsen und die AOK Niedersachsen, der Name der AOK blieb erhalten.

## Haushalt
Haushaltsvolumen 2025
Krankenversicherung 13,7 Mrd. Euro
Davon die wichtigsten Ausgabenpositionen:
| Krankenhausbehandlung                         | 4,20 Mrd. Euro |
| Arzneimittel                                  | 2,18 Mrd. Euro |
| ärztliche Behandlung                          | 2,03 Mrd. Euro |
| Krankengeld                                   | 938 Mio. Euro  |
| zahnärztliche Behandlung und Zahnersatz       | 751 Mio. Euro  |
| Heilmittel                                    | 535 Mio. Euro  |
| Hilfsmittel                                   | 497 Mio. Euro  |
| Fahrkosten                                    | 428 Mio. Euro  |
| Behandlungspflege und Häusliche Krankenpflege | 444 Mio. Euro  |

Pflegeversicherung 3,66 Mrd. Euro
Krankenversicherung und Pflegeversicherung 14,8 Mrd. Euro
Die AOK Niedersachsen ist die größte Krankenkasse in Niedersachsen mit einem Marktanteil von rund 39,8 Prozent.
Bundesweit ist die AOK Niedersachsen die siebtgrößte gesetzliche Krankenversicherung.

## Beitragssätze
Seit 1. Januar 2009 werden die Beitragssätze vom Gesetzgeber einheitlich vorgegeben. Die AOK erhob von 2023 bis Ende 2024 einen Zusatzbeitrag in Höhe von 1,5 Prozent des Einkommens. Ab 2025 beträgt der Zusatzbeitrag 2,7 Prozent des beitragspflichtigen Einkommens.